# Bundaberg Tennis International
Il Bundaberg Tennis International è stato un torneo professionistico di tennis giocato su campi in terra rossa. Faceva parte dell'ITF Men's Circuit e dell'ITF Women's Circuit, nella categoria $25.000 dal 2009 a 2013 Si giocava annualmente a Bundaberg in Australia.

## Albo d'oro

### Singolare maschile
| Anno | Campione        | Finalista      | Punteggio     |
| ---- | --------------- | -------------- | ------------- |
| 2009 | Jose Statham    | Greg Jones     | 4–6, 6–4, 6–1 |
| 2010 | Brydan Klein    | Dane Propoggia | 7–5, 6–3      |
| 2011 | James Lemke     | Érik Chvojka   | 6–2, 6–4      |
| 2012 | Jason Kubler    | John Millman   | 6–4, 1–6, 6–1 |
| 2013 | James Duckworth | Jason Kubler   | 7–6(9), 6–2   |

### Doppio maschile
| Anno | Campioni                    | Finalisti                    | Punteggio        |
| ---- | --------------------------- | ---------------------------- | ---------------- |
| 2009 | Miles Armstrong Mark Mccook | Chris Letcher Brendan Moore  | 2–6, 6–3, [10–8] |
| 2010 | Brydan Klein Dane Propoggia | Michael Look Logan Mackenzie | 6–1, 6–0         |
| 2011 | Matt Reid Michael Venus     | Érik Chvojka Jose Statham    | 2–6, 6–2, [10–4] |
| 2012 | James Lemke Dane Propoggia  | Adam Feeney Adam Hubble      | 6–3, 6–2         |
| 2013 | Dane Propoggia Jose Statham | Ryan Agar Colin Ebelthite    | 6–3, 6–2         |

### Singolare femminile
| Anno | Campionessa       | Finalista       | Punteggio |
| ---- | ----------------- | --------------- | --------- |
| 2011 | Casey Dellacqua   | Olivia Rogowska | 6–2, 6–3  |
| 2012 | Sandra Zaniewska  | Shūko Aoyama    | 6–3, 6–2  |
| 2013 | Viktorija Rajicic | Yurika Sema     | 6–4, 6–3  |

### Doppio femminile
| Anno | Campionesse                     | Finaliste                             | Punteggio           |
| ---- | ------------------------------- | ------------------------------------- | ------------------- |
| 2011 | Casey Dellacqua Olivia Rogowska | Daniella Dominikovic Sandra Zaniewska | 7–5, 6–4            |
| 2012 | Shūko Aoyama Junri Namigata     | Sacha Jones Sally Peers               | 6–1, 7–5            |
| 2013 | Jang Su-jeong Lee So-ra         | Miki Miyamura Varatchaya Wongteanchai | 7–6(4), 4–6, [10–8] |